# كيمياء الفيمتو
كيمياء الفيمتو (بالإنجليزية: Femtochemistry)‏ هو فرع من الكيمياء الفيزيائية يهتم بدراسة التفاعلات الكيميائية في مجال زمني ضيق جداً في حدود فمتوثانية، وهو ما يعادل 10−15 جزء من الثانية، وقد تحدث خطوات في بعض التفاعلات ضمن إطار زمني أقل من ذلك، حيث تقاس حينئذ بأبعاد أتوثانية، ويترافق مع تشكيل نواتج وسطية.
كان العالم أحمد زويل رائداً في هذا المجال من العلم، ونال نتيجة أبحاثه العلمية المتميزة على جائزة نوبل في الكيمياء سنة 1999. استعمل زويل في أبحاثه ومضات من مصدر ليزري لإجراء تلك الدراسات.

## التطبيقات العملية
يتيح علم كيمياء الفيمتو معرفة أي نوع من التفاعلات الكيميائية يحدث فعلاً، ويعطي إجابة عن عدم مقدرة تفاعلات أخرى على الحدوث بالإضافة إلى تقديم تفسيرات لآلية حدوث تفاعلات أخرى. فعلى سبيل المثال، ساعدت تطبيقات كيمياء الفيمتو في الدراسات الحيوية على توضيح الآلية الديناميكية الشكلية لبنى الحلقات الجذعية stem-loop في RNA. ولا تزال الأبحاث جارية لإيجاد التطبيق الأمثل لهذا المجال من العلم.
كما استخدم مبدأ كيمياء الفيمتو في إظهار المراحل الإلكترونية بشكل دقيق ضمن الإطار الزمني فائق الصغر لعملية التفكك الكيميائي لجزيء البروم Br2. إذ أنه عندما يتفكك بنبضة ليزر ذات طول موجة مقداره 400 نانومتر، فإن الإلكترونات تأخذ موضعها على الذرات المنفردة بزمن يستغرق 140 فيمتوثانية؛ وتتباعد ذرتا البروم عن بعضهما لمسافة 6 أنغستروم بعد 160 فيمتوثانية.